# Múscul escalè posterior
El múscul escalè posterior (musculus scalenus posticus), és un dels tres parells de músculs escalens. És el múscul més petit i que se situa a un nivell més profund dels tres escalens. S'origina amb dos o tres tendons separats dels tubercles posteriors dels processos transversos de les dues o tres vèrtebres cervicals inferiors i s'insereix per mitjà d'un petit tendó sobre la superfície exterior de la segona costella, darrere de la inserció del múscul serrat major. De vegades és un múscul que s'uneix amb l'escalè mitjà.

## Imatges

Posició del múscul escalè posterior. Animació.
Ampliació.
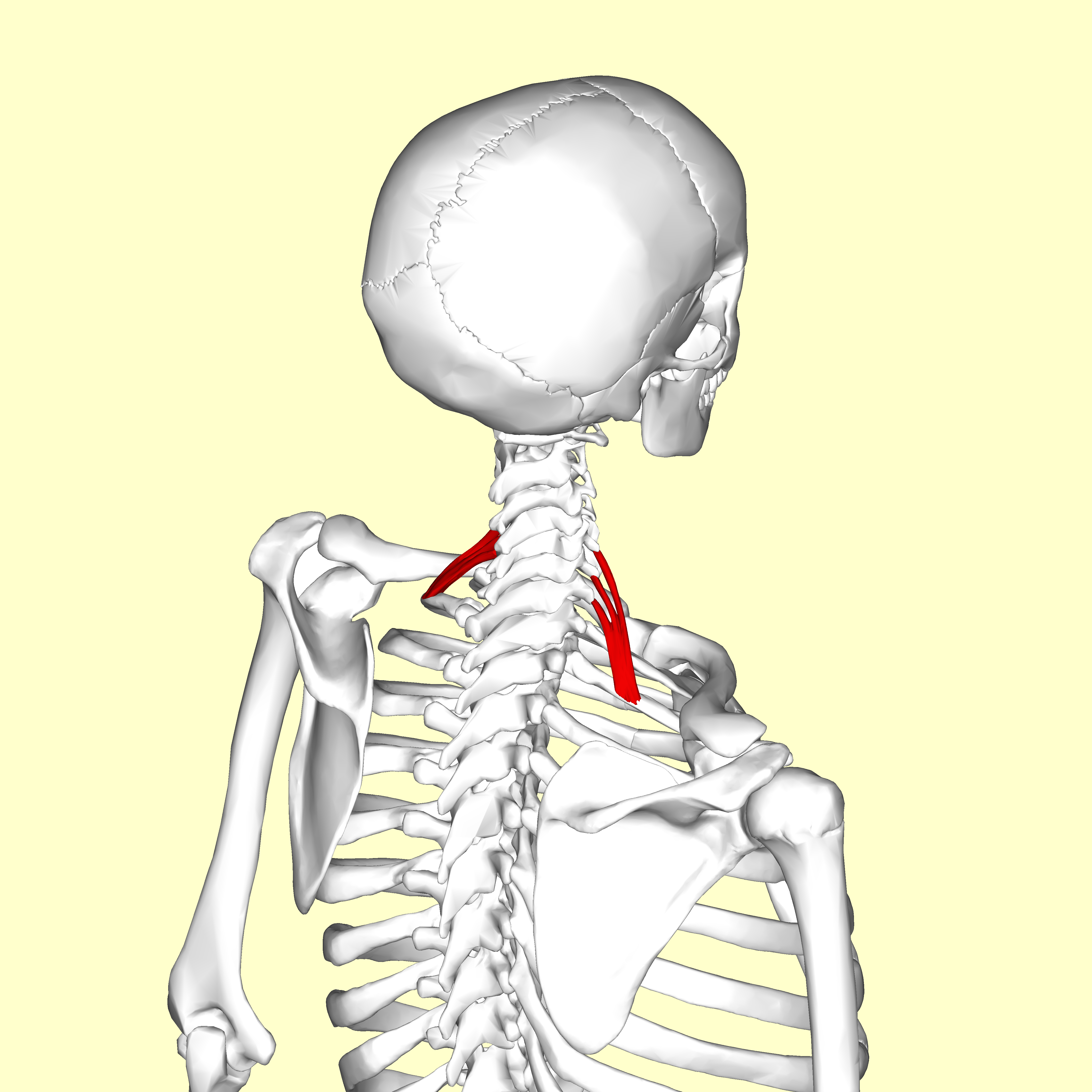
Imatge fixa.
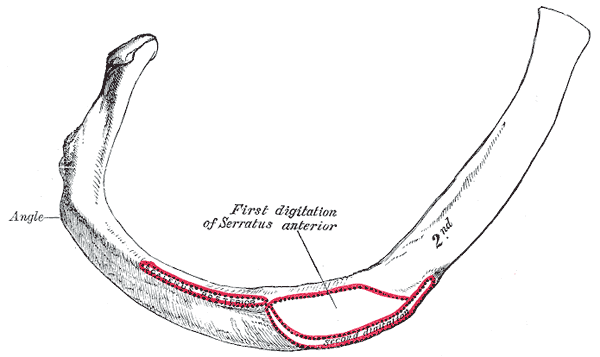
Segona costella.
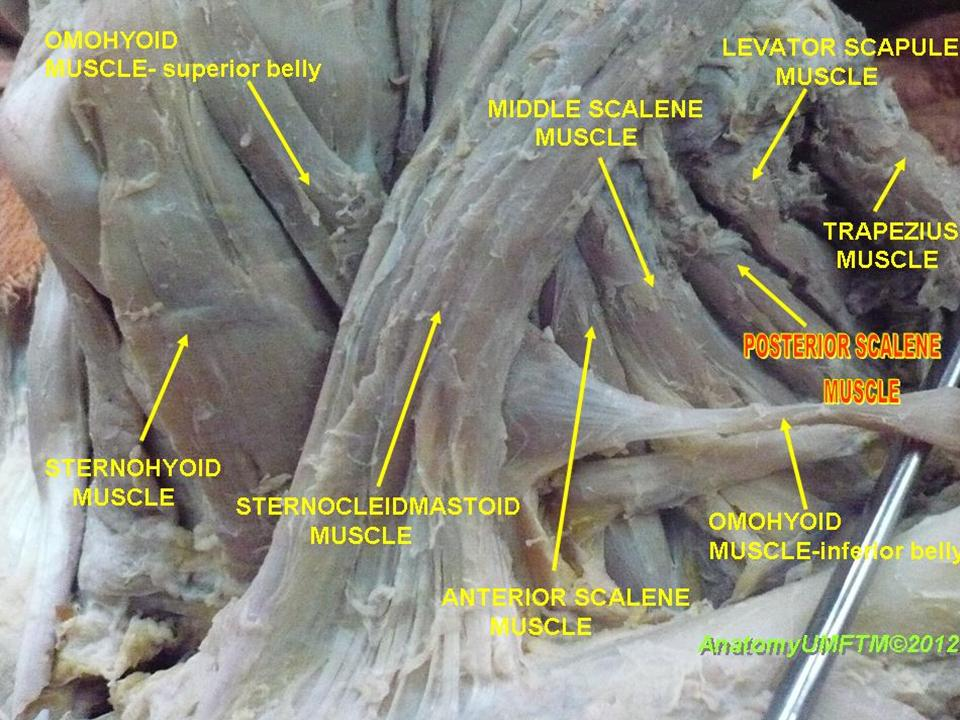
Múscul escalè posterior.
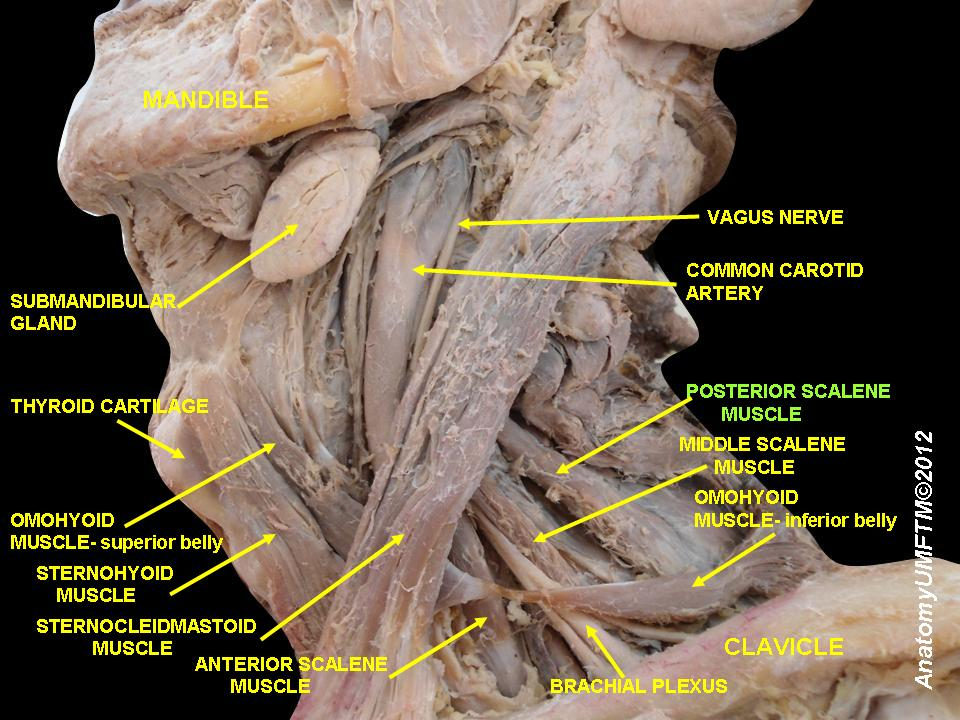
Múscul escalè posterior.
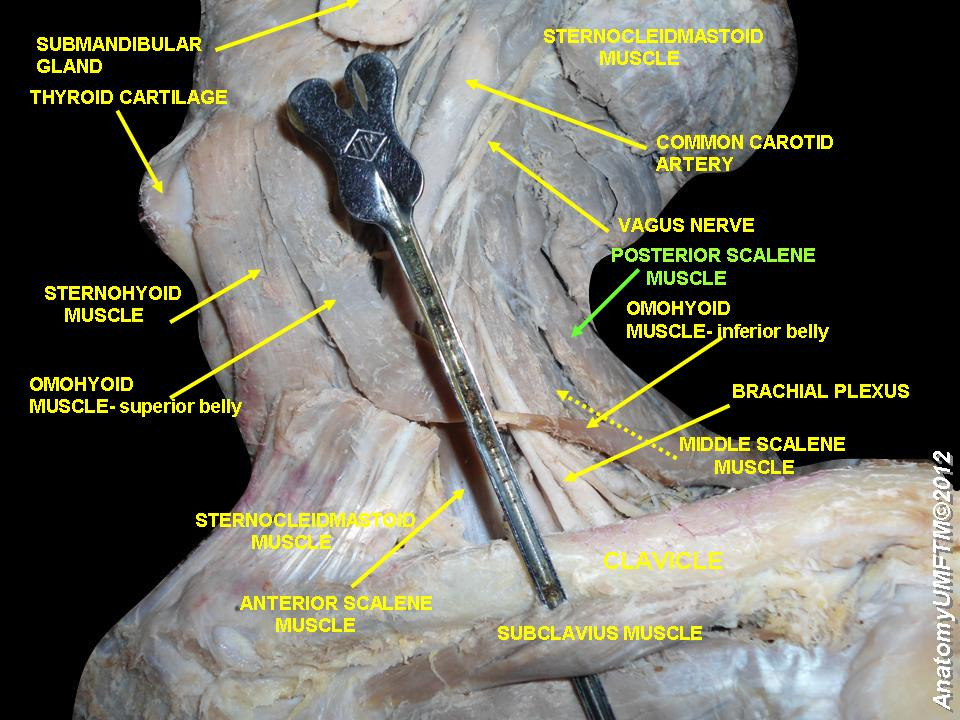
Múscul escalè posterior.
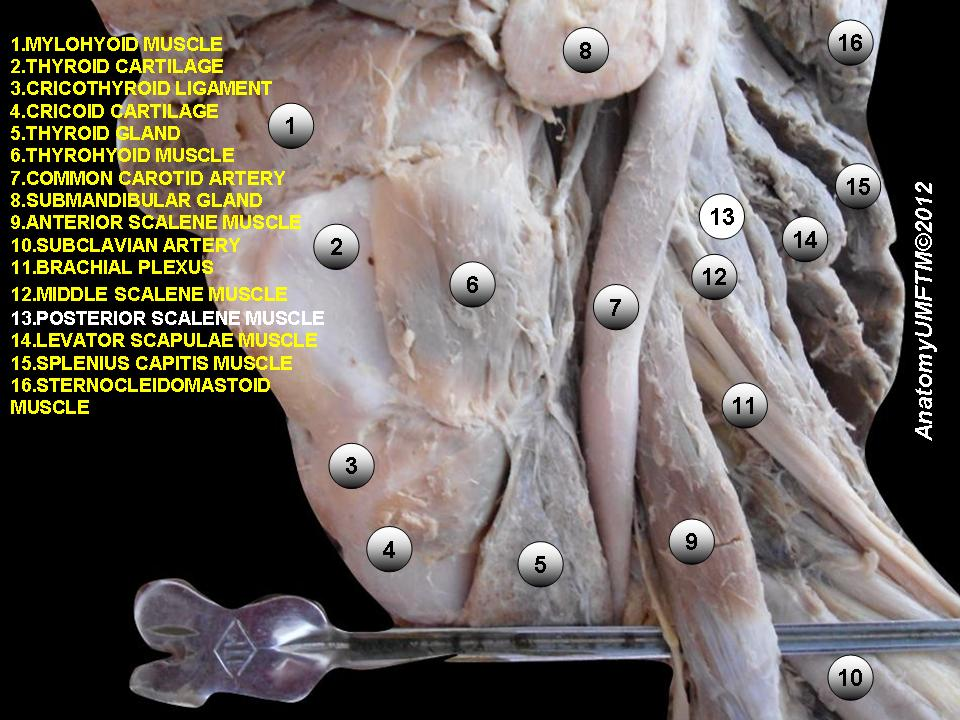
Múscul escalè posterior.
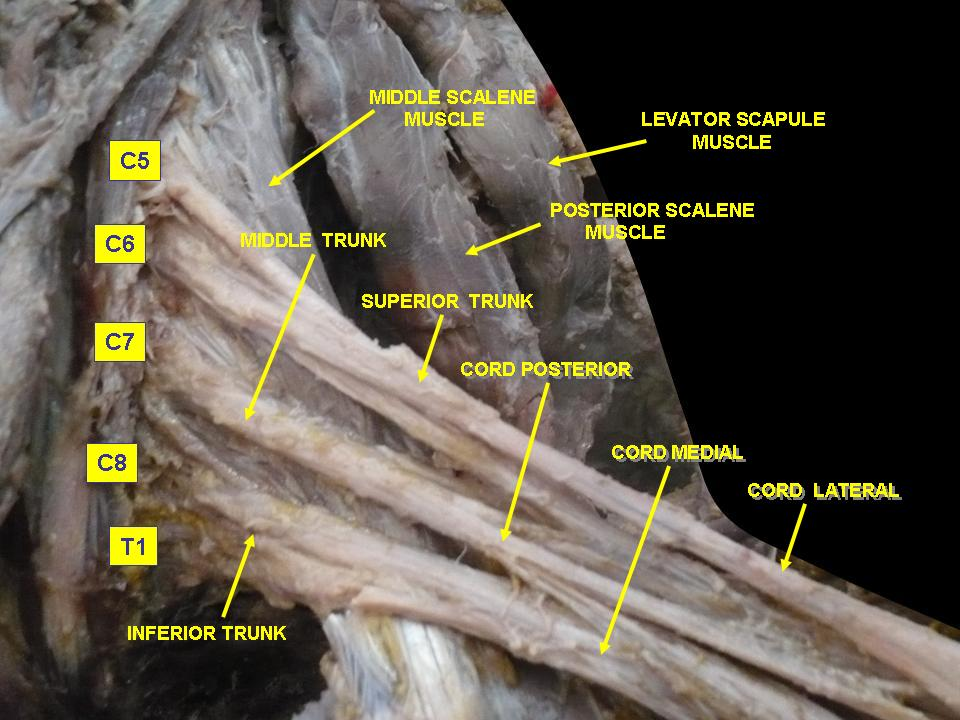
Plexe braquial. Dissecció profunda.